# الجماعة الأحمدية في المغرب
الأحمدية في المغرب هي طائفة إسلامية صغيرة في المغرب. ورغم أعدادهم الصغيرة التي لا تتجاوز المئات، فإنهم أصبحوا يثيرون الانتباه أكثر وأكثر في الصفوف الدينية.

## الأحمدية في المغرب
دخلت الأحمدية[ ؟ ] بشكل رسمي إلى المغرب قبل 27 سنة. في 2013، أعلنت وزارة الأوقاف والشؤون الإسلامية عن وجود حوالي 500 أحمدي[ ؟ ] في المغرب، إضافة إلى الانتشار الكبير لبعض المراكز الدراسية المسيرة من طرف شخصيات معروفة بتبنيها للقاديانية، حيث ترتكز هذه المراكز بشكل كبير بكل من مدن سلا،الدار البيضاء،مكناس وطنجة.

أغلب الأحمديين المغاربة لا يرغبون في الإفصاح عن هوياتهم وعن معتقداتهم، مخافة التعرض للاضطهاد والمضايقة من طرف من يعتبرهم تيارات متشددة، أو أشخاص عاديين لا يتقبلون مسألة الاختلاف.